# Castell d'Olp
El Castell d'Olp és un edifici d'Olp, al municipi de Sort (Pallars Sobirà) inclòs a l'Inventari del Patrimoni Arquitectònic de Catalunya.

## Descripció
Les restes del que fou el castell o la Força d'Olp es troben sobre el penyal que domina el nucli inferior i més important del poble. D'aquest només resta la base d'una torre de planta quadrangular i un pany de mur, construït amb la pedra pissarrosa local i edificat directament sobre la roca.

## Història
Un document, datat el 1076, atribueix el "Castro D'Olp" al Comte Ramon IV de Pallars Jussà.
El 1130, el trobem en mans d'Artau III de Pallars Sobirà qui l'infeudà a Arnau Mir Garreta.
Joan de Santa Coloma, procurador del Comte de Foix i en nom d'aquest, prengué possessió del castell el 1435.